# Martin Perels
Martin Johan Willem Perels (Amsterdam, 16 november 1960 – Blaricum, 14 februari 2005) was een Nederlands acteur.
Hij was te zien in de kinderserie Orimoa, waarna hij gevraagd werd voor de jeugdserie Q & Q, waarin hij de rol speelde van Wilbur Quant, die samen met zijn vriendje Aristides Quarles van Ispen (gespeeld door Erik van 't Wout) allerlei avonturen beleefde. De eerste serie van Q & Q werd door de KRO in 1974 uitgezonden en de tweede serie (Q & Q, kunst en vliegwerk) in 1976. Hij doorliep de havo, werkte een tijd in de tricotbreierij van zijn vader en hierna vertrok Perels op de bonnefooi naar Australië, maar tien jaar later keerde hij weer terug naar Nederland. Ondanks allerlei aanbiedingen heeft hij na Q & Q niet meer geacteerd.

## Ziekte
Toen in het najaar van 2004 de eerste reeks van Q & Q op dvd werd uitgebracht en herdacht werd dat de serie dertig jaar daarvoor voor het eerst op de televisie te zien was, bleek dat Perels al enige tijd ziek was. In een interview in het tv-programma Theater van het sentiment vertelde hij over de hersentumor die hij had. Na intensieve behandeling leken zijn kansen op herstel redelijk goed. In oktober 2004 was hij nog te gast bij een vertoning van de speelfilm die in 1978 uit de tweede serie van Q & Q werd samengesteld. Die voorstelling liep uit op een heuse reünie van oud-cast- en crewleden. Daarna ging het slechter met Perels, hij overleed op 44-jarige leeftijd aan de gevolgen van zijn hersentumor.

## Begrafenis
In de Nederlands Hervormde Kerk van Blaricum vond op 19 februari 2005 een afscheidsdienst plaats, die onder anderen werd bijgewoond door Erik van 't Wout en Tamar Baruch (zij speelde Akkie Swaan in de reeks van 1976). Hij werd begraven op 19 februari op de Algemene Begraafplaats aan de Woensbergweg in Blaricum.